# حکیم عربا
حکیم عربا (انگلیسی: Hakeem Araba؛ زادهٔ ۱۲ فوریهٔ ۱۹۹۱) بازیکن فوتبال اهل بریتانیا است.
از باشگاه‌هایی که در آن بازی کرده‌است می‌توان به باشگاه فوتبال پیتربورو یونایتد، باشگاه فوتبال ایست تاروک یونایتد، باشگاه فوتبال تاروک، باشگاه فوتبال وایت‌هاوک، باشگاه فوتبال ردبریج، باشگاه فوتبال بیشاپس استورتفورد، باشگاه فوتبال داگنم و ردبریج، باشگاه فوتبال بوستون یونایتد، باشگاه فوتبال بروملی، و باشگاه فوتبال بیلریکای اشاره کرد.